# Tsiko Phutkaradze
Tsiko Phutkaradze (en georgiano: ციკო ფუტკარაძე; Batumi, 1 de junio de 1996) es una deportista georgiana que compitió en tiro con arco, en la modalidad de arco recurvo. Ganó una medalla de plata en el Campeonato Europeo de Tiro con Arco en Sala de 2019, en la prueba de equipo.

## Palmarés internacional
| Campeonato Europeo en Sala | Campeonato Europeo en Sala | Campeonato Europeo en Sala | Campeonato Europeo en Sala |
| Año                        | Lugar                      | Medalla                    | Prueba                     |
| -------------------------- | -------------------------- | -------------------------- | -------------------------- |
| 2019                       | Samsun (Turquía)           | Medalla de plata           | Equipo                     |